# Urocolius
Urocolius es un género de aves coliformes perteneciente a la familia Coliidae. Sus miembros habitam exclusivamente en África; la especie indicus es mucho más meridional que la macrourus. Se les llama pájaros-ratón, colies, coliúes.

## Especies
El género contiene las siguientes dos especies de Urocolius:
- Urocolius macrourus
- Urocolius indicus